# Новотроицкое городище
Новотроицкое городище (укр. Новотроїцьке городище) — славянское городище, расположенное на берегу реки Псёл у села Пристайлово Лебединского района Сумской области Украины. Исследователь И. И. Ляпушкин датирует Новотроицкое городище VIII—IX веками. Поселение принадлежало представителям роменско-борщёвской культуры (северяне).

## Описание
Обнаружены остатки 50 землянок с бревенчатыми стенами, внутри которых располагались глинобитные очаги. К землянкам примыкали хозяйственные и производственные постройки. Найден сельхозинвентарь: сошники, косы, серпы, топоры. Также обнаружено оружие (стрелы и боевые железные ножи). Украшения представлено проволочными и семилучевыми («радимичскими») височными кольцами, серебряными браслетами и бронзовыми перстнями. Пятилучевое кольцо с ложной зернью с Новотроицкого городища, с одной стороны, имеет аналогии в древностях Великой Моравии (Блучин), с другой стороны — находится у истоков типа древнерусских лучевых колец. С Дунайским регионом связаны серебряные в сочные кольца с напущенными полы и бусинами, литая серьга с многочастной подвеской и полная тиснёная подвеска от аналогичной серьги, полная штампованная пронизка-тройчатка, аналоги которой найдены в Старой Коуржиме в Моравии и в могильника Луковит I в Болгарии. Аналогичные новотроицким серьги с многочастными литыми и тиснёными подвесками найдены на памятниках IX века в Чехии, Словакии, Болгарии и Румынии (Старе-Место, Блучин, Нитра, Краловский Хлмок; Раздельна, Волчедром, Буковик, Галиче, Градешница, Дольни Луковит, Нови-Пазар; Султана, Чимбрул, Изворул, Обыршиа). Некоторые из этих изделий являются прямыми прототипа и «серёг волынского типа». Супрутские серебряные полые пронизи в виде трёх соединённых шариков, спаянные из двух половинок, имеют ближайшие аналогии с пронизками из клада Новотроицкого городища и в материалах Великой Моравии. Перстни из Уткино (Тульская область) находят прямые аналогии в материалах Новотроицкого городища.
Обитатели поселения возделывали пшеницу, рожь, ячмень и просо. 
На Новотроицком городище известны также находки костей крупного рогатого скота, свиней, лошадей, а также собаки и курицы.
Раннероменской этап, представленный культурой Новотроицкого и Опошнянского городищ, отделяет финал волынцевской культуры в начале IX века и начало позднероменской фазы роменской культуры.

## Гибель
Установлено, что поселение погибло в результате набега кочевников (вероятно, печенегов), жилища были сожжены, а часть населения перебита (останки людей найдены во многих жилищах). По нумизматическим данным разгром Новотроицкого городища датируется 830—840 годами. По мнению И. И. Ляпушкина, дату разгрома следует сдвинуть к середине IX века. Из Новотроицкого городища происходят денежно-вещевой клад из 10 монет с младшей монетой 818/819 годов и ломом серебряных украшений середины IX века и пробитый для ношения дирхем 833/834 годов, найденный в сгоревшем жилище № 1. Несмотря на разные даты младших монет, оба объекта относятся к одному горизонту разгрома поселения, случившегося в последней трети IX века.